# Она прекрасна, когда злится
Она прекрасна, когда злится (англ. She's Beautiful When She's Angry) — американский документальный фильм 2014 года об участницах феминистического движения второй волны в США режиссёра Мэри Дор и соавтора Нэнси Кеннеди. Это первый документальный фильм, осветивший вторую волну феминизма.

## Обзор
Она прекрасна, когда злится документирует женское освободительное движение в США. В нём продемонстрированы ключевые беспокойства активисток в течение 1966-1971 годов, включая дискриминацию в сфере занятости, присмотр за детьми, сексуальное здоровье и сексуальность, которые в совокупности стали называть «проблемами женщин». Он также углубляется в стороны, разделяющие движение, такие как гомофобия, раса и класс.
Документальный фильм длится 92 минуты и содержит сочетание архивных кадров, вырезок из прессы, пересказ современных интервью и чтения современных произведений. Он начинается с определения социального климата 1960-х и описания некоторых первых событий освобождения женщин, включая публикацию знакового текста Бетти Фридан «Загадка женственности» (1963) и основание Национальной организации для женщин (NOW). Он описывает, как женское движение связано с другими движениями в США, такими как движение за гражданские права афроамериканцев, антивоенное движение и новые левые. В фильме также представлены авторы знаковой феминистской книги «Наши тела, мы сами» и бывшие члены подпольной организации абортов «коллектив Джейн». Документальный фильм заканчивается освещением «Женской забастовки за равенство» 1970 года и долгосрочными достижениями движения.

## Производство
Режиссёром и продюсером стала документалистка Мэри Дор, принимавшая сама участие в женском освободительном движении в середине 1970-х годов. Её сопродюсером стала Нэнси Кеннеди. Создатели фильма заявили, что создали документальный фильм, чтобы вдохновить людей продолжать отстаивать гендерное равенство.
Права на фильм выкупили Music Box Films в 2016 году, выпустив его на DVD и iTunes. В 2018 году фильм был доступен на Netflix.
Дебют документального фильма состоялся в Нью-Йорке 5 декабря 2014 года и в Лос-Анджелесе 12 декабря 2014 года. Показ продолжился в США и других странах, включая Канаду, Австралию, Турцию, Южную Корею, Ирландию и Испанию. По состоянию на май 2021 года фильм имеет оценку 80 на Metacritic на основе 12 отзывов критиков.

## Критика
Джордан Хоффман из The Guardian дал фильму три из пяти звёзд, назвав его «заслуженной оценкой этих женщин», он критиковал иногда разобщённый подход фильма. Алан Шерштуль из The Village Voice описал документальный фильм как наилучший рассказ о том, как женское движение «изменило рабочее место, нашу сексуальную политику, наш язык». Эн Горнадей из The Washington Post дала документальному фильму две с половиной из четырёх звёзд, ссылаясь на «неуклюжие реконструкции и другие стилистические уловки», но пришла к выводу, что «он служит активным напоминанием о том, насколько важны действия граждан для стимулирования социальных изменений».